# Osiedle Przyjaźń (Warszawa)

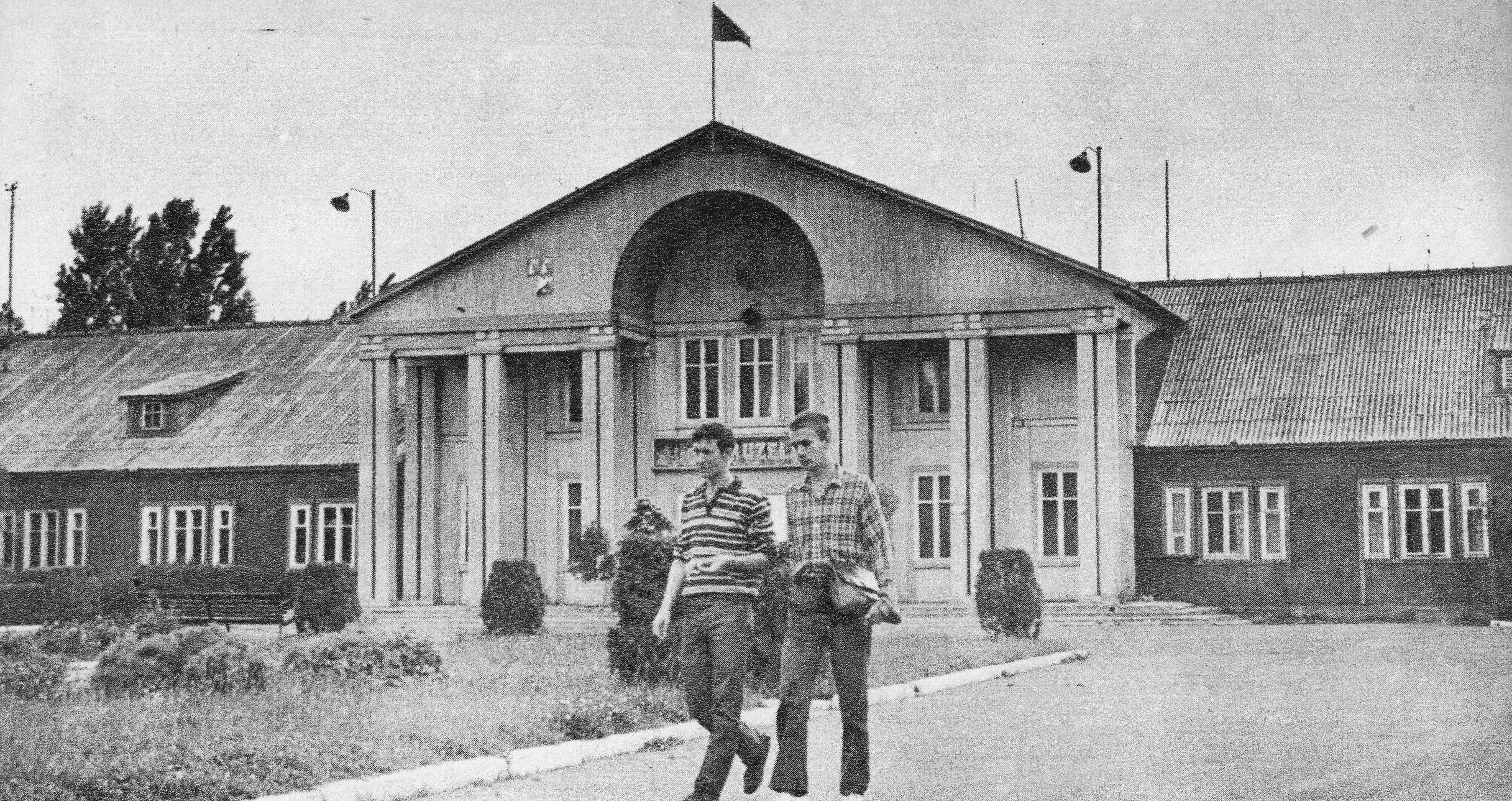
Budynek klubu Karuzela ok. 1971

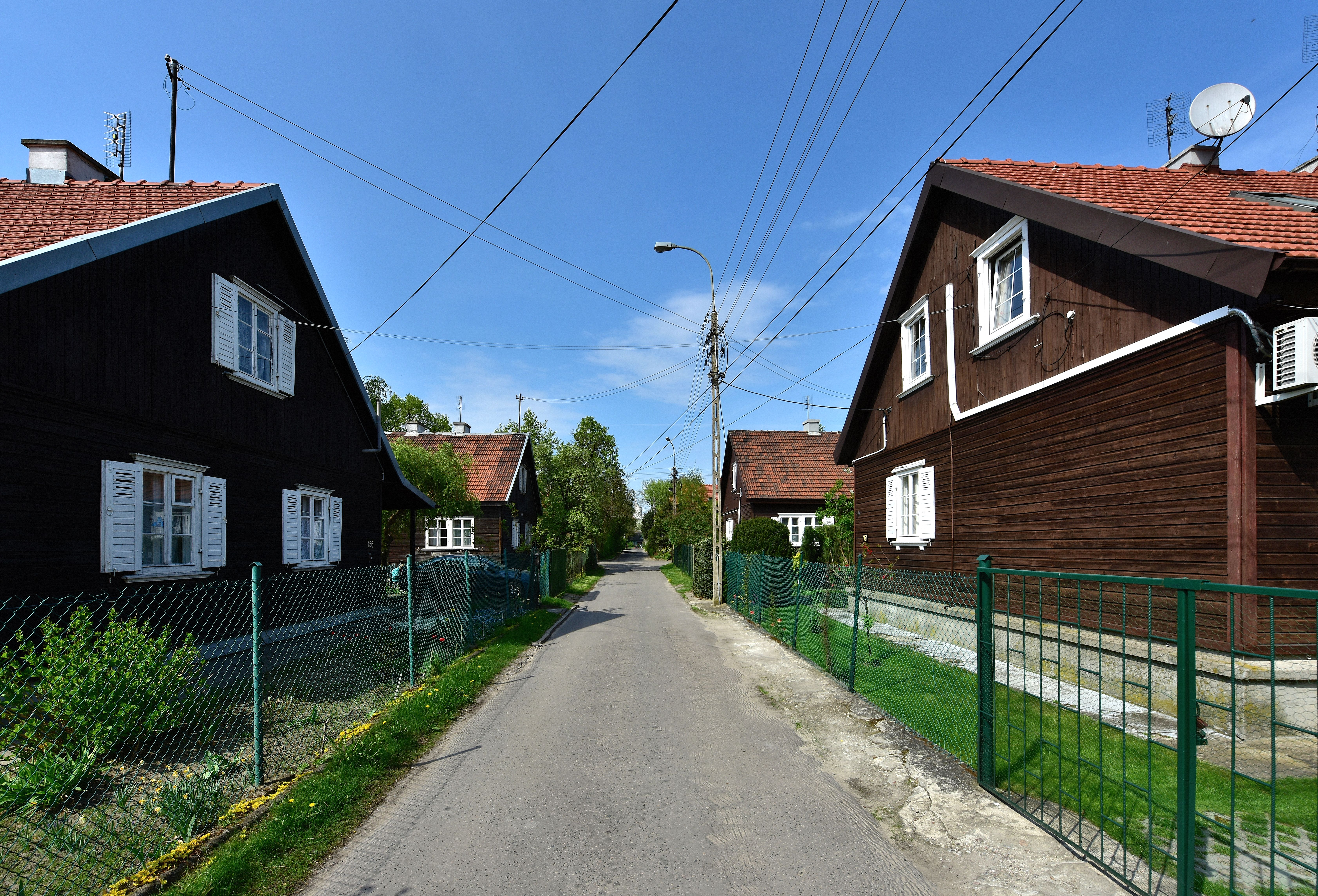
Fragment osiedla, domki wzniesione dla kadry technicznej budowanego Pałacu Kultury i Nauki

Osiedle Przyjaźń – osiedle w dzielnicy Bemowo w Warszawie położone między ulicami: Górczewską, Powstańców Śląskich, Jana Olbrachta oraz linią kolejową.

## Historia
Tereny dawnej wsi Jelonki, na których znajduje się osiedle, zostały przyłączone do Warszawy w 1951. 
W 1952 roku na ok. 40 ha powstało tam barakowe osiedle „Przyjaźni Polsko–Radzieckiej” dla kilku tysięcy radzieckich budowniczych Pałacu Kultury i Nauki. Właścicieli gruntów w przyspieszonym trybie wywłaszczono oferując odszkodowanie lub grunty zamienne pod Warszawą lub na Ziemiach Odzyskanych. 
Na osiedlu wzniesiono dwa rodzaje drewnianych domków: pawilony hotelowe dla robotników i domki jednorodzinne dla kadry technicznej. Zostały one przywiezione do Warszawy w gotowych elementach i złożone na miejscu. Malowano je w dwóch wariantach kolorystycznych: niebiesko-białym i niebiesko-czerwonym. Pawilony przypominały staropolskie dworki. Według niektórych źródeł część z nich przywieziono z jenieckiego Stalagu I B „Hohenstein” koło Olsztynka. Na terenie osiedla powstały także m.in. kino, stołówka, klub, łaźnia, przychodnia lekarska, kotłownia oraz dwa boiska sportowe. Posadzono 4 tys. drzew i 40 tys. krzewów oraz zbudowano 8 km wewnętrznych dróg i ulic. Osiedle było ogrodzone. W celu odprowadzania z niego ścieków w 1952 oddano do użytku Stację Pomp Kanałowych „Jelonki”.
W szczytowym okresie budowy Pałacu Kultury i Nauki na osiedlu mieszkało 4,5 tys. osób. Odbywały się tam również festyny, spotkania młodzieży radzieckiej i polskiej, okolicznościowe akademie i zawody sportowe. Po zakończeniu budowy Pałacu Kultury i Nauki w maju 1955 roku osiedle zostało przekazane przez władze miasta Ministerstwu Szkolnictwa Wyższego z przeznaczeniem na domy studenckie dla warszawskich uczelni. We wrześniu 1955 zamieszkało tam ok. 3 tys. studentów, a także pracownicy naukowi. Osiedlu nadano wtedy nazwę „Przyjaźń”. Na terenie o powierzchni 32 ha powstały 33 domy studenckie, 9 hoteli asystenckich, 19 bloków asystenckich, 77 domów jednorodzinnych dla pracowników uczelni oraz 2 hotele robotnicze. Dojazd do śródmieścia zapewniały dwie linie autobusowe. Co roku na osiedlu zaczęło być organizowane święto studentów – Jelonkalia.
W 1978 roku na osiedlu mieszkało 1190 asystentów i pracowników warszawskich uczelni wraz z rodzinami oraz 1200 studentów. Jednym z nich był przyszły prezydent Mali Alpha Oumar Konaré.
W latach 90. od strony ul. Powstańców Śląskich zbudowano kilka domów studenckich oraz ratusz dzielnicy Bemowo.
Współcześnie dawne osiedle budowniczych Pałacu Kultury i Nauki składa się z dwóch części: budynki wielorodzinne pełnią funkcje domów studenckich, a w domkach jednorodzinnych mieszkają pracownicy naukowi lub ich potomkowie. Stanowi własność Skarbu Państwa i jest zarządzane przez prezydenta m.st. Warszawy (jako starostę). W 2024 roku na osiedlu mieszkało ponad 1000 studentów.
Przez 12 lat nieruchomość dzierżawiła, m.in. administrując budynkami pełniącymi funkcję domów studenckich, Akademia Pedagogiki Specjalnej im. Marii Grzegorzewskiej. Uczelnia nie była zainteresowana przedłużeniem wygasającej 9 maja 2024 umowy dzierżawy i administrowanie osiedlem przejęło miasto. 
Na osiedlu mają swoje siedziby Klub Karuzela (zamknięty w 2021) i Biblioteka Publiczna Warszawa-Bemowo z czytelnią. Działają tam również Stowarzyszenie Przyjaźni PS, zajmujące się animacją społeczną i animacją kultury oraz prowadzące „Archiwum Społeczne Osiedla Przyjaźń”, oraz Stowarzyszenie Mieszkańców Osiedla Profesorskiego (mieszkańców domków jednorodzinnych).
W 2024 roku układ osiedla z zespołem budynków został wpisany do rejestru zabytków.

## W kulturze
Osiedle Przyjaźń pojawiło się jako główna lokalizacja w etiudzie Jana Komasy Fajnie, że jesteś (2003), która została nagrodzona na Festiwalu Filmowym w Cannes w 2004.